# Aloïs Boudry
Pour les articles homonymes, voir Boudry (homonymie).
Aloïs Boudry, né à Ypres (Belgique) le 12 août 1851 et mort à Anvers le 27 novembre 1938, est un peintre belge connu pour ses portraits, natures mortes et intérieurs.